# École nationale supérieure de matériaux, d'agroalimentaire et de chimie
 (août 2020).
Pour les articles homonymes, voir CBP.
L’École nationale supérieure de matériaux, d'agroalimentaire et de chimie (ENSMAC), ex-ENSCBP, est l'une des 204 écoles d'ingénieurs françaises accréditées au 1er septembre 2020 à délivrer un diplôme d'ingénieur.
Elle est située à proximité immédiate du tramway bordelais (station Doyen Brus) et des UFR scientifiques de l’université de Bordeaux, au domaine universitaire de Talence Pessac Gradignan.

## Historique

### Écoles de chimie
- 1891 : fondation de l’« école de chimie appliquée à l’industrie et à l’agriculture » par Ulysse Gayon et Jean Alexandre Joannis à Bordeaux.
- 1893 : sortie de la première promotion de l’école (quatre élèves).
- 1907 : première diplômée.
- 1908 : création du diplôme d'ingénieur chimiste de l’université de Bordeaux.
- 1919 : changements de locaux.
- 1934 : l’école de chimie appliquée à l’industrie et à l’agriculture devient l’« école de chimie industrielle et agricole » de l’université de Bordeaux, après son annexion à la faculté des Sciences.
- 1953 : l’école prend le statut d’école nationale supérieure d'ingénieurs (ENSI) et le nom en d’« école nationale supérieure de chimie de Bordeaux » (ENSCB)[4].
- 1962 : changement de locaux - déménagement sur le domaine universitaire de Talence Pessac Gradignan.
- 1982 : sous la direction de Jacques Joussot-Dubien, l’ENSCB devient l’« école nationale supérieure de chimie et physique de Bordeaux » (ENSCPB) en introduisant dans ses enseignements des modules de physique. C'est également l'année durant laquelle les premières unités de recherche propres à l'école sont créées.
- 1986 : l’école devient un établissement public à caractère administratif rattaché à l’université Bordeaux 1[5],[6].
- 1991 : centenaire de l’ENSCPB, célébré en présence de trois lauréats du prix Nobel (Jean-Marie Lehn).
- 1995 : l’ENSCPB emménage dans ses locaux actuels, à Pessac, sur le campus de Talence-Pessac-Gradignan. Création de la filière des ingénieurs des techniques de l'industrie option matériaux (FITI Matériaux), sous la direction de Gérard Demazeau.
- 1998 : sortie de la première promotion FITI de l’ENSCPB.
- 2005 : création de la formation d'ingénieurs de spécialité en polymères (ISPol).
- 2007 : inauguration de Cheminnov, bâtiment consacré au transfert de technologie.
- 2022 : L'ENSCBP devient l'ENSMAC, le choix d'un nom plus en phase avec la diversification de son offre de formation et son identité [7]

La direction de l'établissement a été assurée, entre autres, par Albert Kirrmann (1933-1934), Louis Genevois (1937-1942) et Georges Brus (1943-1969).

### ISTAB
L'institut des sciences et techniques des aliments de Bordeaux était une école interne de l'université Bordeaux I créée en 1986[source insuffisante].

### Fusion et création de l'ENSCBP
L'école nationale supérieure de chimie, de biologie et de physique (ENSCBP) nait de la fusion de l'ENSCPB et de l'ISTAB en juin 2009 à la création des écoles internes du nouvel institut polytechnique de Bordeaux créé quelques mois plus tôt. En 2014, l'institut polytechnique de Bordeaux adopte comme nom de marque « Bordeaux INP ».

L'école est membre de la CDEFI et de la fédération Gay-Lussac.

Logo de l'ENSCBP en 2009.
Logo de l'ENSCBP en 2014.

### Changement de nom pour ENSMAC
En octobre 2022, l'ENSCPB change de nom et devient l'école nationale supérieure de matériaux, d’agroalimentaire et de chimie (ENSMAC).

## Enseignements de l'ENSMAC
L'école propose cinq spécialisations approuvées par la CTI[source insuffisante]. Deux spécialisations relèvent du statut d'étudiant et trois spécialisations du statut d'apprenti. 

### Formation des Ingénieurs en Chimie et Génie Physique (CGP)
L'effectif moyen de la promotion est actuellement d'environ 90 élèves-ingénieurs.

#### Conditions d'admission
- En première année, l'admission peut se faire : 
  - par le concours commun INP (ex-concours communs polytechniques) pour les élèves des classes préparatoires aux grandes écoles PC (physique-chimie), TPC (technologie-physique-chimie) ;
  - par le concours A PC BIO (agro-veto) pour les élèves des classes préparatoires aux grandes écoles en BCPST ;
  - par les classes préparatoires intégrées : La prépa intégrée de la fédération Gay-Lussac, la prépa des INP et le cycle préparatoire de Bordeaux (CPBx)[13] ;
  - sur titre avec une licence (L3) ou un DUT.
- En deuxième année, l'admission peut se faire sur titre après un master - M1.

### Formation des Ingénieurs en Agroalimentaire - Génie biologique (AGB)
L'effectif moyen de la promotion est actuellement d'environ cinquante élèves-ingénieurs.

#### Conditions d'admission
- En première année, l'admission peut se faire : 
  - par le concours A PC BIO (agro-veto) pour les élèves des classes préparatoires aux grandes écoles en BCPST ;
  - par les classes préparatoires intégrées : La prépa des INP et le cycle préparatoire de Bordeaux[14][source insuffisante] ;
  - sur titre avec une licence (L2 ou L3) ;
  - DUT ;
  - Passerelle via concours PACES avec l'Université de Bordeaux.
- En deuxième année, l'admission peut se faire sur titre après un master - M1.

### Formation des Ingénieurs en Matériaux (MAT)
La formation des ingénieurs en techniques de l'industrie (deuxième formation d'ingénieurs créée à l'école en 1995) est proposée en partenariat avec le CFA Sup Nouvelle-Aquitaine. L'effectif moyen d'une promotion est actuellement d'environ 25 élèves-ingénieurs.

#### Conditions d'admission
L'intégration se fait sur dossier, tests de sélection et entretien. L'admission est accessible à partir de Bac +2.

### Formation des Ingénieurs en Matériaux composites - Mécanique (MCM)
La formation des ingénieurs en techniques de l'industrie est proposée en partenariat avec le CFA Sup Nouvelle-Aquitaine. L'effectif moyen d'une promotion est actuellement d'environ vingt élèves-ingénieurs.

#### Conditions d'admission
L'intégration se fait sur dossier, tests de sélection et entretien. L'admission est accessible à partir de Bac +2.

### Formation des Ingénieurs en Agroalimentaire - Génie industriel (AGI)
La formation est proposée en collaboration avec l'IFRIA Aquitaine. L'effectif moyen d'une promotion est actuellement d'environ 20 élèves-ingénieurs.

#### Conditions d'admission
L'intégration se fait sur dossier, tests de sélection et entretien. L'admission est accessible à partir de Bac +2.

### Formation continue
Les formations d'ingénieurs de l'ENSMAC sont accessibles en formation continue, courte ou longue.
L'ENSMAC propose également des diplômes d'établissement.

## La recherche à l'ENSMAC

### Les laboratoires de l'école
L'école compte huit laboratoires de recherche :
| - CBMN (chimie et biologie des membranes et nanoobjets) - I2M (institut de mécanique et d’ingénierie de Bordeaux) - ICMCB (institut de chimie de la matière condensée de Bordeaux) - IMS (laboratoire de l’intégration du matériau au système) | - ISM (institut des sciences moléculaires) - LCPO (laboratoire de chimie des polymères organiques) - Nutrineuro (unité de nutrition et neurosciences) - UMR d'œnologie (institut des sciences de la vigne et du vin) |

### Transferts de technologie
L'ENSMAC dispose de trois plateaux techniques dédiés au transfert de technologie.

### Personnalités liées à l'école

#### Anciens élèves
- Jacques Valade (promotion 1952) : homme politique, ministre délégué à l'Enseignement supérieur du gouvernement Jacques Chirac (1987 à 1988).
- Jean-Marie Tarascon (promotion 1977) : académicien des Sciences, pionnier dans le domaine des batteries lithium-ion.
- Thierry Dusautoir (promotion 2006) : joueur de rugby, international français.
- Bryan Debouche (promotion 2019) : Chef Cusinier, candidat à l'émission Top Chef 2024

#### Enseignants
- Paul Hagenmuller, membre de l'Académie des sciences, spécialiste de la chimie du solide, « initiateur » de cette spécialité en France.
- Olivier Kahn, spécialiste de la chimie supra-moléculaire.
- Adolphe Pacault, membre de l'Académie des sciences, spécialiste de la chimie du carbone.
- Michel Pouchard, membre de l'Académie des sciences, chimiste du solide (en particulier des oxydes).

## Les activités étudiantes de l'ENSMAC

### Quelques traditions générales
- Les promotions « chimie - génie physique » sont nommées d'après leur année de sortie par l'élément chimique dont le numéro atomique Z correspond aux deux derniers chiffres de cette année. Ainsi la promotion 2001 est la promotion hydrogène (Z=1). Une exception à cette règle : les dernières années de siècle (années en 00) qui correspondent à Z=100 (donc au fermium).
- Les promotions « agroalimentaire - génie biologique » et "agroalimentaire - génie industriel" sont nommées avec un aliment.
- Les promotions « matériaux » sont nommées par rapport à l'année de sortie de la première promotion (P1) : la promotion 2001 correspond donc à la P4.
- Les couleurs de l'école (particulièrement visibles dans les tournois sportifs) sont basées sur le bordeaux (damier blanc-bordeaux).

### Les associations «permanentes»

#### Le bureau des élèves (BDE)
Le BDE est l'association loi de 1901 qui s'occupe de la majorité des clubs de l'école, à l'exception des clubs sportifs et d'associations autonomes présentées ci-après, ainsi que l'évènementiel (dans et hors les murs de l'école). Il gère également le foyer de l'ENSCBP. Parmi les clubs (évoluant chaque année au gré des demandes et des offres proposées par les élèves), on trouve : des clubs culturels (théâtre, littérature, BD & mangas, cinéma), des clubs « danses » (danse orientale, rock, salsa, hip-hop, modern-jazz), des clubs dégustations et traditions (œnologie, biérologie, et le BDT - hors BDE), et d'autres (jeux de rôles, conférences chimie dans les lycées).